# Meurtre d'Adam Walsh
Pour les articles homonymes, voir Walsh.
Adam John Walsh, né le 14 novembre 1974 et mort le 27 juillet 1981, est un petit garçon américain victime d'enlèvement dans un magasin Sears à Hollywood (Floride, États-Unis) le 27 juillet 1981. Deux semaines plus tard, sa tête est retrouvée dans un canal près de l'autoroute 60 et de Yeehaw Junction dans une aire rurale du comté d'Indian River. Sa mort a mobilisé l'opinion publique et a mené à la production du film Adam (en) à la télévision en 1983. Le père d'Adam, John Walsh, est devenu un défenseur des victimes de crimes violents et l'animateur de l'émission America's Most Wanted. Le tueur en série Ottis Toole a d'abord annoncé être l'auteur du meurtre mais il n'a jamais été condamné pour ces faits et il a ensuite rétracté ses aveux. En mémoire de la victime, les États-Unis ont adopté la loi Adam Walsh Child Protection and Safety Act (en).

## Le meurtre
Dans la matinée du 27 juillet 1981, Adam accompagne sa mère, Revé Drew, pour faire des courses au Hollywood Mall situé dans la ville d'Hollywood (Floride). Ils vont vers l'enseigne Sears car la mère souhaite se renseigner sur une lampe. Elle laisse son garçon au présentoir de démonstration d'un jeu vidéo, que plusieurs autres garçons essayaient tour à tour. Vers midi et quart, Revé Drew quitte le rayon des lampes,. Elle déclare être revenue sur ses pas et s'être aperçue que son fils et les autres garçons avaient disparu. Un responsable du magasin lui annonce qu'une bagarre a éclaté entre les garçons pour prendre le tour sur la console de jeux et qu'un agent de sécurité leur a demandé de quitter le magasin. L'agent a demandé aux garçons les plus âgés si leurs parents étaient présents et reçu une réponse négative. Les parents d'Adam ont supposé que leur fils n'a pas osé parler à l'agent et que ce dernier a imaginé qu'Adam accompagnait les autres garçons ; il le fait sortir aussi. Les parents d'Adam pensent qu'après la dispersion des autres enfants, Adam est resté seul à l'extérieur du magasin, devant une sortie qu'il ne connaissait pas,. Revé Drew, ne trouvant pas son fils au rayon des jouets, demande à faire passer une annonce au micro dans le magasin et continue de le chercher. Après plus de 90 minutes d'annonces et de recherches infructueuses, Revé Drew appelle la police locale à 13 h 55.
Le 10 août, le détective Ralph E. Latimer Jr. trouve une tête dans un canal près de Vero Beach, à environ 210 kilomètres de Hollywood,. Des plongeurs fouillent le canal. Peu après, les restes retrouvés sont identifiés comme ceux d'Adam. Le médecin légiste détermine qu'Adam est mort d'asphyxie. L'état de ses restes laisse penser qu'il est mort plusieurs jours avant la découverte de sa tête. Le reste du corps n'a jamais été retrouvé.

### Enquête
John et Revé Walsh estiment que la police a mal fait son travail devant la disparition de leur fils, d'abord dans l'enquête pour retrouver sa trace, puis dans celle pour élucider le meurtre.
Ottis Toole n'a jamais été accusé formellement du meurtre d'Adam Walsh, même s'il a fourni des détails assez précis sur la manière dont il s'y serait pris. Plusieurs témoins l'ont vu aux alentours d'Hollywood dans les jours précédant la disparition du garçon. En septembre 1996, Toole meurt de cirrhose en prison, à l'âge de 49 ans, alors qu'il purge une peine d'emprisonnement à perpétuité pour d'autres crimes. Par la suite, sa nièce annonce à John Walsh que Toole a avoué, sur son lit de mort, qu'il était l'auteur du meurtre d'Adam. Ses aveux sont considérés comme non recevables, car lui-même et Henry Lee Lucas ont déclaré avoir été impliqué dans plus de 200 homicides. Or, la plupart des aveux de Lucas se sont ensuite révélés faux, car il les avait formulés sous la contrainte.
En 1997, l'officier de police Rick Stone mène une enquête exhaustive sur l'affaire d'Adam Walsh. Même si le crime s'est produit 16 ans plus tôt, il propose une analyse des preuves, y compris sur un interrogatoire enregistré de Toole par le détective Mark Smith. Stone estime qu'il a pu rassembler assez de preuves pour se prononcer « au-delà du doute raisonnable » pour déclarer que Toole a bien tué Adam. Il relève que Toole et Lucas étaient connus pour leur habitude d'avouer leurs crimes avant de se rétracter.
Le 16 décembre 2008, le chef de la police d'Hollywood, Chad Wagner, en présence de John Walsh, annonce que l'affaire est désormais close. Une enquête indépendante ayant été menée sur l'affaire, la police déclare qu'elle est satisfaite de la conclusion voulant que Toole est l'auteur du meurtre,,.

## Postérité

### Film et appels
Le film Adam (en) est diffusé pour la première fois à la télévision le 10 octobre 1983. Basé sur l'histoire de l'enfant enlevé et assassiné, le film est visionné par 38 millions de personnes à sa première diffusion. Après chaque diffusion du film en 1983, 1984 et 1985 suivent des photos et des descriptions d'autres enfants portés disparus. Une ligne d'appel est ouverte pour aider les enquêteurs à recueillir des indices. Ce dispositif a permis de retrouver 13 enfants sur les 55 diffusés à l'écran,,,.

### Évolutions législatives
En 1984, le Congrès des États-Unis adopte la loi Missing Children's Assistance Act, qui permet l'établissement du National Center for Missing & Exploited Children (NCMEC).
En mémoire d'Adam Walsh, des centres commerciaux adoptent à partir de 1994 un protocole pour sécuriser les lieux si un enfant est porté disparu : le Code Adam (en). Le 25 juillet 2006, le Congrès des États-Unis valide la loi Adam Walsh Child Protection and Safety Act (en), qui crée une base de données nationale sur les auteurs d'abus sexuels sur mineurs et durcit les peines en matière d'infractions sexuelles et violentes contre des enfants. La même législation aboutit au Racketeer Influenced and Corrupt Organizations Act, qui permet de poursuivre en justice les prédateurs d'enfants et leurs complices.

### Effets sociétaux et psychologiques
La médiatisation entourant l'affaire d'Adam Walsh, ainsi que le film Adam, ont suscité au milieu des années 1980 une forme de panique envers les enlèvements par des inconnus, qui aurait pris des dimensions disproportionnées comparées aux statistiques réelles et qui a persisté pendant des décennies. D'après Richard Moran, « [cette affaire] a suscité une nation d'enfants paralysés de terreur et de parents paranoïaques. Auparavant, les jeunes pouvaient sortir pour organiser une partie de base-ball, mais ensuite tous les horaires de jeux des enfants ainsi que leurs vies sociales ont été planifiés et contrôlés par leurs parents... la peur rôde encore aujourd'hui ». Les premières estimations du National Center for Missing & Exploited Children annonçaient, en 1984, que jusqu'à 20 000 enfants étaient enlevés chaque année par de parfaits inconnus. En 1988, alors même que le NCMEC revoit ces estimations à la baisse de 80 %, « les anciennes données continuent de circuler ». Une enquête de 1990 sur les enlèvements d'enfants montre que 99 % sont le fait d'un membre de la famille. Durant les années 2000 à 2015, le nombre d'enfants disparus et assassinés décline, tendance attribuée en partie à l'émergence de technologies (téléphone mobile) qui permettent d'appeler à l'aide.